# باشگاه فوتبال آلای
باشگاه فوتبال آلای (قرقیزی: Алай Ош Футбол Клубу, Alaj Oş Futbol Klubu) یک باشگاه فوتبال مستقر در اوش، قرقیزستان است که در حال حاضر در لیگ برتر فوتبال قرقیزستان به فعالیت می‌پردازد.